# Gollub-Krieg
Der Gollub-Krieg (polnisch Wojna golubska) war ein militärischer Konflikt, der im Jahr 1422 zwischen dem Deutschen Orden und dem Königreich Polen sowie dessen Verbündetem Litauen stattfand. 

## Hintergrund
Der Gollub-Krieg reiht sich ein in die Geschichte der Polenkriege des Deutschen Ordens. Nachdem der litauische Großfürst Jogaila (Jagiełło) um 1384 zum Christentum übergetreten war und nun in Personalunion auch das polnische Königreich regierte, waren die noch ungesicherten Erwerbungen des Ordens in Samogitien und den Pommerellen gefährdet. Der Samogitenaufstand von 1409 war Anlass für einen weiteren Krieg gewesen, welcher durch die Schlacht von Tannenberg 1410 zugunsten der Litauer und Polen entschieden wurde. Im Ersten Frieden von Thorn waren 1411 hohe Reparationszahlungen an das Königreich Polen festgelegt worden, die der Orden nur mit Mühe teilweise aufbringen konnte, hingegen wurden dem Orden noch keine Gebietsabtretungen auferlegt. Auch der Hungerkrieg von 1414, das Konzil von Konstanz von 1415 und die Expeditio reversalis von 1419 brachten keine endgültige Streitbeilegung. Der Schiedsspruch von Breslau von Sigismund wurde hingegen von Polen und Litauen nicht akzeptiert. Zwischen Jagiełło und Sigismund kam es weiter zum Zerwürfnis, als Žygimantas Kaributaitis die Hussiten in Böhmen unterstützte. Dagegen schloss Jagiełło 1421 mit dem Brandenburgischen Kurfürsten Friedrich I. in Krakau ein Bündnis gegen den Deutschen Orden ab. Da Sigismund nun eine polnisch-litauische Intervention in Böhmen zu Gunsten der Hussiten befürchtete, drängte er den Großmeister Paul von Rusdorf zum Krieg gegen Polen.

## Kriegsverlauf
Jagiełło und Großfürst Vytautas zogen das polnisch-litauische Heer im Juli bei Czerwińsk nad Wisłą zusammen und marschierten ins Ordensland ein. Zuvor musste Jagiełło dem polnischen Adel das Privileg von Czerwińsk zugestehen. Auch Švitrigaila unterstützte Jagiełło. Die Ordensritter zogen sich hinter die Drewenz zurück. Das polnisch-litauische Heer verwüstete das Land und nahm im August mehrere Burgen des Ordensstaates ein, unter anderem die Burg Gollub. Da der Deutsche Orden keine Unterstützung von Sigismund erhielt, nahm er Friedensverhandlungen mit Jagiełło auf, die am 27. September im Friede vom Melnosee mündeten.

## Folgen
Der Friedensschluss erwies sich nur als Übergangslösung. Als Jagiełło in den 1430er Jahren in Wolhynien Krieg führte, fielen die Ordensritter in Polen ein und es kam zum Krieg des Deutschen Ordens gegen Polen (1431–1435).